# Fissidens subimmarginatus
Fissidens subimmarginatus là một loài Rêu trong họ Fissidentaceae. Loài này được H. Philib. mô tả khoa học đầu tiên năm 1884.